# Jean-Christophe Bette
Jean-Christophe Bette (født 3. september 1977 i Saint-Germain-en-Laye) er en fransk tidligere roer, olympisk guldvinder og femdobbelt verdensmester.

## Rokarriere
Bette vandt sammen med Vincent Montabonel VM i toer uden styrmand i letvægtsroning i 1998. Ved OL 2000 i Sydney stillede han op i letvægtsfirer sammen med Laurent Porchier, Yves Hocdé og Xavier Dorfman, hvor den danske båd var favorit som regerende verdensmester og olympisk mester. Franskmændene vandt deres indledende heat og blev nummer to i deres semifinale, snævert besejret af australierne, og i finalen var franskmændene bedst og sejrede sikkert foran australierne, mens danskerne sikrede sig bronzemedaljerne.
Ved letvægts-VM i 2001 roede han otter og var her med til at vinde guld. Ved OL 2008 i Beijing deltog han igen i letvægtsfireren og var her med til at blive nummer fire. Herefter satsede han mest på toer uden styrmand, stadig i letvægt, og sammen med Fabien Tilliet blev han verdensmester i denne disciplin i 2009, mens han var med til at blive europamester i fireren samme år. I 2010 blev han såvel europa- som verdensmester i toeren sammen med Tilliet, og hans sidste store bedrift kom, da han og Tilliet i 2012 vandt VM-bronze.

## OL-medaljer
- 2000:  Guld i letvægtsfirer